# 宝坻体育馆
宝坻体育馆，是位于天津市宝坻区的一座现代化体育馆，中华人民共和国第十三届全国运动会拳击、羽毛球项目的比赛场地。

## 建筑简述[1][2][3]
占地面积49022.40平方米，建筑面积15151.16平方米，其中主馆建筑面积11795平方米。
主馆比赛场地长65.4米，宽45.6米，高30.6米，坐席5500个。
赛前热身馆（西副馆）场地长33米，宽24.8米。
主馆配有灯光、音响、 LED大屏幕及计时计分等专用设施。
设有新闻发布厅、电视转播室、兴奋剂检测室、贵宾休息厅、大小会议室、运动员休息室、裁判员休息室等配套用房。

## 开放事宜[3]

### 开放项目
体育中心主馆：羽毛球、篮球、乒乓球
西副馆：羽毛球
西副馆连廊：陆地冰壶

### 开放时间
1．羽毛球： 
09:00 ～ 21:00 周一至周五
08:30 ～ 21:30 周六、周日
2．篮球： 
09:00 ～ 21:00 周一至周五
08:30 ～ 21:30 周六、周日
3．乒乓球： 
09:00 ～ 21:00 周一至周五
08:30 ～ 21:30 周六、周日
4．陆地冰壶： 
09:00 ～ 21:00 周一至周五
08:30 ～ 21:30 周六、周日

### 收费标准
1．羽毛球： 
09:00 ～ 13:00 免费 （周一至周五）
13:00 ～ 17:00 20元/小时（周一至周五）
17:00 ～ 21:00 40元/小时（周一至周五）
08:30 ～ 21:30 40元/小时（周六、周日）
2．篮球： 
09:00 ～ 13:00 免费 （周一至周五）
13:00 ～ 21:00 15元/人 （周一至周五）
08:30 ～ 21:30 20元/人 （周六、周日）
3．乒乓球： 
09:00 ～ 13:00 免费 （周一至周五）
13:00 ～ 17:00 10元/小时（周一至周五）
17:00 ～ 21:00 25元/小时（周一至周五）
08:30 ～ 21:30 25元/小时（周六、周日）
4．陆地冰壶： 
09:00 ～ 13:00 免费 （周一至周五）
13:00 ～ 17:00 30元/小时（周一至周五）
17:00 ～ 21:00 60元/小时（周一至周五）
08:30 ～ 21:30 60元/小时（周六、周日）